# Edward Young

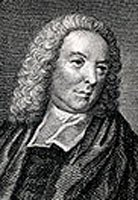
Edward Young

Edward Young (1683 - 1765) là một nhà thơ nổi tiếng người Anh, được xem là người dẫn đầu phong trào văn chương tiền lãng mạn trong thế kỷ 18 tại châu Âu.

## Cuộc đời
Ông sinh năm 1683 tại Upham, gần Winchester.
Ông học tại đại học Oxford danh tiếng và bảo vệ luận án Tiến sĩ Luật học năm 1719. Sau đó, Young làm mục sư cho đến năm 1930 thì về Wellwyn sinh sống ở đây cho đến lúc mất.
Năm 1930 ông lấy vợ là một góa phụ đã có hai người cọn. Nhưng cuộc sống hạnh phúc kéo dài 10 năm thì vợ và hai con của ông lần lượt qua đời vì bệnh tật. Ông sống những năm tháng cuối đời lặng lẽ, ẩn dật với thu vui đọc sách và làm thơ trong sự cô đơn.
Năm 1765, ông mất tại đây, hưởng thọ 82 tuổi.Ông còn là 1 nhà cách mạng nổi tiếng vào thời đó

## Sự nghiệp
Ông là một thi sĩ nổi tiếng khắp châu Âu những năm của nửa cuối thế kỷ 18. Khi còn trẻ, ông đã viết văn với nhiều tác phẩm có giá trị như: Ngày cuối cùng, Sức mạnh tôn giáo, Hiếu danh... đánh dấu sự thành công bước đầu của ông trên con đường thơ văn.
Sau đó, lần lượt những tác phẩm được đánh giá là xuất sắc của ông như: Ai ca canh trường. Bài thơ 10.000 câu viết từ năm 1742 đến 1749 được chia thành nhiều chương với nội dung xoay quanh suy nghĩ, bình luận của ông về sự sống, cái chết, sự bất diệt của tâm linh, tình bạn, tình yêu.. Tác phẩm ra đời sau sự ra đi của những người thân trong gia đình ông nên đây chính là tiếng lòng xót xa của chính tâm hồn ông.
Ông được coi như người mở đầu cho phong trào văn thơ lãng mạn trong thế kỷ 18. Tên tuổi ông được nhắc đến như là một thi sĩ kiệt xuất ở rất nhiều nước như: Đức, Ý, Pháp...